# Haiczl Kálmán
Haiczl Kálmán (Selmecbánya, 1866. október 14. – Budapest, 1952. február 1.) plébános, történetíró, egyháztörténész, levéltáros.

## Élete
A középiskolai tanulmányait Selmecbányán, Pozsonyban és Esztergomban végezte, a teológiát 1887-ben Esztergomban fejezte be. 1888-ban gyorsírástanári oklevelet szerzett. 1889-ben pappá szentelték, majd hercegprímási szertartó és levéltáros lett. 1892-ben érseki jegyző, majd 1893-ban a budapesti érseki szentszék jegyzője lett. 1894-ben egyházjogi doktorrá avatták. Ugyanezen évben lett garamszentbenedeki plébános.
1919-ben a csehszlovák hatóságok meghurcolták. 1920. októberében letartóztatták és csak a plébániáról lemondó levelének aláírása után engedték szabadon. Csernoch János hercegprímás a lemondását nem fogadta el és visszatért plébániájára, amiért ismét bebörtönözték és 3 havi internálás után csak ismételt lemondás után szabadult. A kánonellenes eljárás ellen eredménytelenül tiltakozott a nagyszombati vikárius. 1920-ban ebedi, 1921-1941 között, nyugdíjazásáig magyarszőgyéni plébános. 1939-ben kormányfőtanácsos, 1943-ban a Szent István Tudományos Akadémia II. osztályának tagjelöltje.
Álnevei: Benedek; Benedek dr. T.E.

## Művei
- 1892 Reminiszcenciák Simor Jánosról. Magyar Állam
- 1894 A szentszéki holttányilvánítási eljárás. Esztergom
- 1896 Lourdes tört. orvosi szempontból. Írta Boissaire (fordítás) Esztergom
- 1899 Páduai Szent Antal. Esztergom (új kiad. 1901)
- 1900 Szent József amint őt az evangélium elénk állítja v. Szt József tisztelete. Magyarította Udvardy Imre. Esztergom
- 1902 Felfüggesztés ex informata conscientia. Budapest (klny. Hittud. Folyóirat)
- 1904 A szeplőtelen szűz Mária tisztelete. Pozsony
- 1905 Imák és elmélkedések Szent József tiszteletére márc. havában és egyéb alkalmakkor. 3. bőv. kiad. Esztergom (10. átd. bőv. kiad. Bp., 1944)
- 1911 Adatok a garamszentbenedi múzeum létesítéséhez. Esztergom (Benedek álnéven)
- 1912 A garamszentbenedeki Szent Vér ereklye története. Esztergom (Benedek dr. álnéven)
- 1913 A garamszentbenedeki apátság története. Budapest
- 1932 Érsekújvár multjából. Érsekújvár
- 1932 Léva története a XVI. sz. végéig. Léva (klny. Bars)
- 1933 Léva története a XVII. században. Léva (klny. Bars)
- 1933 A régi érsekprimási palota Sz. László kápolnája Pozsonyban
- 1934 A Kistapolcsányiak. Budapest
- 1934 Három világ között: úti élmények. Nyitra, Risnyovszky J. Könyvnyomdája
- 1935 Ghyczy György, Oláh-Ujvár hadinépeinek főkapitánya 1557-1574. Nemzeti Kultura III/1-2, 42-54.
- 1936 Kakath-Dsigerdelen Csekerdány-Párkány. Érsekújvár
- 1937 A bényi prépostság temploma. Galánta
- 1937 Adalék a pestis pozsonyi pusztításaihoz 1712-14-ben. Prágai Magyar Hírlap 1937. január 8.
- 1939 20 év előtt. Egy szomorú korszakból naplótöredékek. Léva (klny. Bars)
- 1940 Egyháztörténeti emlékek a cseh megszállás korából. Esztergom
- 1942 Néplegendák és hagyományok. A perbetei vár, a ciglédi remeteség. Érsekújvár és Vidéke 1942. június 13., 10.
- 1943 A magyarság ősi településének határai a nyugati Felvidéken. Budapest. (SZIA Tört., Jog- és Társad-tud. O. ért-ek. III. 2.)
- 1944 Sárkányfalva. Budapest
- 1944 Simor János római útinaplója 1874. Bev. és ford. Budapest
- Érsekújvár őslakói. In: Saskó Kázmér: Érsekújvár krónikája I, 11.
- A szabadkőmüvesek tanügyi politikája. Magyar Sion
- Bethlen István: Hogy bánt el a trianoni szerződés a Duna-medence kis népeivel? Az erdélyi kérdés / Haiczl Kálmán: Húsz év előtt; Trianon Múzeum, Várpalota, 2020 (Trianon kiskönyvtár)

## Emléke
- A szőgyéni temetőben emléktáblája van.